# Periegops suterii
Periegops suterii és una espècie d'aranyes araneomorfes de la família dels periegòpids (Periegopidae). Fou descrita per primera vegada l'any 1892 per Urquhart. Aquesta espècie és anomenada així en honor de Henry Suter, un zoòleg suís que va viure i morir a Nova Zelanda.
Aquesta espècie és endèmica de Nova Zelanda. Es troba a la península de Banks. El mascle decrit per Vink, Dupérré i Malumbres-Olarte l'any 2013 mesura 6,13 mm i la femella 7,92 mm. Hi ha reconegudes 3 sinonímies:
- Segestria suterii Urquhart, 1892
- Periegops suteri (Urquhart, 1892)
- Periegops hirsutus Simon, 1893